# Pusionella buccinata
Pusionella buccinata é uma espécie de gastrópode do gênero Pusionella, pertencente a família Clavatulidae.